# Giovanni Pistorio
Pour les articles homonymes, voir Pistorio.
Giovanni Pistorio (né le 7 août 1960 à Catane) est un homme politique italien, sénateur et chef du groupe mixte du Sénat. Il appartenait au Mouvement pour les autonomies jusqu'en 2012 pour adhérer le 24 décembre 2012 à l'Union de Centre.

## Biographie
Déjà démocrate chrétien, Giovanni Pistorio adhère au CCD (Centro Cristiano Democratico avec lequel il est élu à l'Assemblée régionale de Sicile en 2001. Il adhère ensuite à l'UDC en 2004 et il devient assesseur à la Santé. 
En 2005, il prend part à la fondation du Mouvement pour l'autonomie et lors des élections législatives de 2006, il est élu sénateur pour le MpA en Sicile. 
En mars 2007, il devient secrétaire à la Présidence du Sénat. Réélu en 2008, il devient chef du groupe mixte.